# Szarlejka (gromada)
Szarlejka – dawna gromada, czyli najmniejsza jednostka podziału terytorialnego Polskiej Rzeczypospolitej Ludowej w latach 1954–1972.
Gromady, z gromadzkimi radami narodowymi (GRN) jako organami władzy najniższego stopnia na wsi, funkcjonowały od reformy reorganizującej administrację wiejską przeprowadzonej jesienią 1954 do momentu ich zniesienia z dniem 1 stycznia 1973, tym samym wypierając organizację gminną w latach 1954–1972.
Gromadę Szarlejka z siedzibą GRN w Szarlejce utworzono – jako jedną z 8759 gromad na obszarze Polski – w powiecie częstochowskim w woj. stalinogrodzkim, na mocy uchwały nr 17/54 WRN w Stalinogrodzie z dnia 5 października 1954. W skład jednostki weszły obszary dotychczasowych gromad Lgota i Szarlejka ze zniesionej gminy Grabówka w powiecie częstochowskim oraz obszar dotychczasowej gromady Kalej ze zniesionej gminy Wręczyca Wielka w powiecie kłobuckim w tymże województwie. Dla gromady ustalono 21 członków gromadzkiej rady narodowej.
20 grudnia 1956 województwo stalinogrodzkie przemianowano (z powrotem) na katowickie.
1 stycznia 1960 do gromady Szarlejka przyłączono wieś Wydra z gromady Gnaszyn Dolny w tymże powiecie.
31 grudnia 1961 gromadę zniesiono, a jej obszar włączono do gromad Grabówka (wsie Kalej, Lgota i Szarlejka z przysiółkami Nowa Szarlejka i Pańskie oraz leśniczówką Wilczy Dół) i Gnaszyn Dolny (wieś Wydra) w tymże powiecie.